# Broken Teeth
I Broken Teeth sono una band hard rock statunitense fondata nel 1999 dal cantante Jason McMaster e dal chitarrista Paul Lidel, entrambi uscenti dai Dangerous Toys (band sleaze glam scioltasi nel 1996).
La formazione dell'omonimo debut-album della band, uscito nel 1999, vede McMaster alla voce, Lidel alla chitarra solista, Bruce Rivers alla batteria, Willy Yung al basso e Joe-E Yung alla chitarra ritmica. 

Nel 2002 esce il secondo full-length, Guilty Pleasure, con due nuovi elementi nella formazione: Jared Tuten alla chitarra (in sostituzione a Joe-E Yung), e Mike Watson (altro ex-Dangerous Toys) al basso.
Lidel lascerà la band nel 2006 per concentrarsi nel progetto Adrenaline Factor. Verrà sostituito da Dave Beeson, con cui la band registrerà l'album Electric, in uscita nel 2008.

## Formazione

### Formazione attuale
- Jason McMaster - voce
- Jared Tuten - chitarra
- Dave Beeson - chitarra
- Brett McCormick - basso
- Bruce Rivers - batteria

### Ex componenti
- Paul Lidel - chitarra
- Joe-E Yung - chitarra
- Bruce Rivers - batteria
- Willy Yung - basso
- Mike Watson - basso

## Discografia
- Broken Teeth - 1999
- Guilty Pleasure - 2002
- Blood On The Radio - 2004
- Electric - 2008